# Коэн, Риф
Риф Коэн (род. 23 марта 1984, Тель-Авив, Израиль) израильская певица, автор песен, актриса и музыкант, исполняющая песни на иврите, французском и арабском языках.

## Биография
Риф Коэн родилась в Тель-Авиве. Её отец был тунисцем еврейского происхождения, а мать франкоязычная еврейка из Алжира. Она выросла в районе Рамат-Авив Гиммель. Семья её отца родом с тунисского острова Джерба, а семья по материнской линии - из Тлемсена (Алжир), хотя её мать выросла в Ницце. Сама же Риф воспитывает двоих детей. После окончания средней школы она сосредоточилась на музыкальной карьере; Изучала музыковедение в Тель-Авивском университете и выступала как певица в ансамбле. В 2008 году она переехала в Париж после получения художественной стипендии.

## Карьера
В 2012 году Жюли Коэн выпустила сингл «A Paris». Клип, снятый на эту композицию, на YouTube посмотрели более 4 миллионов человек. Сингл является частью одноимённого альбома, который она спродюсировала и выпустила позже, и включает в себя 14 треков, четыре из которых на иврите, один на нубийском и остальные на французском языке .
В сентябре 2012 года артистка выступила на разогреве мирового тура Red Hot Chili Peppers "I'm with You" в Тель-Авиве. В октябре того же года она подписала контракт с AZ Records, брендом Universal Music. В том же году она снялась во французско-канадско-израильском фильме "Бутылка в море Газы" режиссёра Тьерри Бинисти по роману Валери Зенатти.
В 2013 году Коэн получила награду "Артист года-прорыв" от Израильской ассоциации композиторов, авторов и издателей музыкальных произведений (ACUM).
В 2014 году она сотрудничала с психоделической рок-группой Moodoïd для записи альбома Le Monde Möö. В 2016 году она сотрудничала с братьями Бороховы на иерусалимском фестивале Пийют .